# 70. østlige længdekreds
Den 70. østlige længdekreds (eller 70 grader østlig længde) er en længdekreds, der ligger 70 grader øst for nulmeridianen. Den løber gennem Ishavet, Asien, det Indiske Ocean, det Sydlige Ishav og Antarktis.